# Timon din Atena
Timon din Atena este o tragedie de William Shakespeare care e considerată una din cele mai dificile și obscure piese ale acestuia. Scrisă în 1607 / 1608 este o colaborare a lui Shakespeare cu Thomas Middleton.
Acțiunea se desfășoară în perioada vieții lui Timon, un locuitor mizantrop (adică cu ură de oameni) din Atena care a existat în realitate. Un alt personaj din operă este Apemantus (inventat de autori).